# Schausia dispar
Schausia dispar är en fjärilsart som beskrevs av Kirby 1896. Schausia dispar ingår i släktet Schausia och familjen nattflyn. Inga underarter finns listade.